# 스카우트 (1994년 영화)
《스카우트》(영어: The Scout)는 미국에서 제작된 마이클 리치 감독의 1994년 코미디 영화이다. 앨버트 브룩스가 공동 각본을 쓰고 브렌던 프레이저, 다이앤 위스트 등과 함께 출연하였다. 안드레이 모건 등이 제작에 참여하였다.

## 출연
- 앨버트 브룩스
- 브렌던 프레이저
- 다이앤 위스트
- 앤 투미
- 레인 스미스
- 마이클 래퍼포트
- 조지 스타인브레너
- 토니 베넷
- 배리 셔바카 헨리
- J.K. 시먼스

## 기타 제작진
- 협력 제작: 토머스 맥
- 배역: 샤론 비알리, 데비 맨윌러, 리처드 퍼가노
- 미술: 스티븐 헨드릭슨
- 세트: 메러디스 보즈웰
- 의상: 루크 라이클

## 우리말 녹음
KBS 성우진 (2001년 4월 21일)
- 장광 - 앨(앨버트 브룩스)
- 성완경 - 스티브(브렌던 프레이저)
- 김태연
- 온영삼
- 유민석
- 김창주
- 정옥주
- 김혜미
- 박규웅
- 박상훈
- 손선근
- 김승태
- 석원희